# Viðareiði

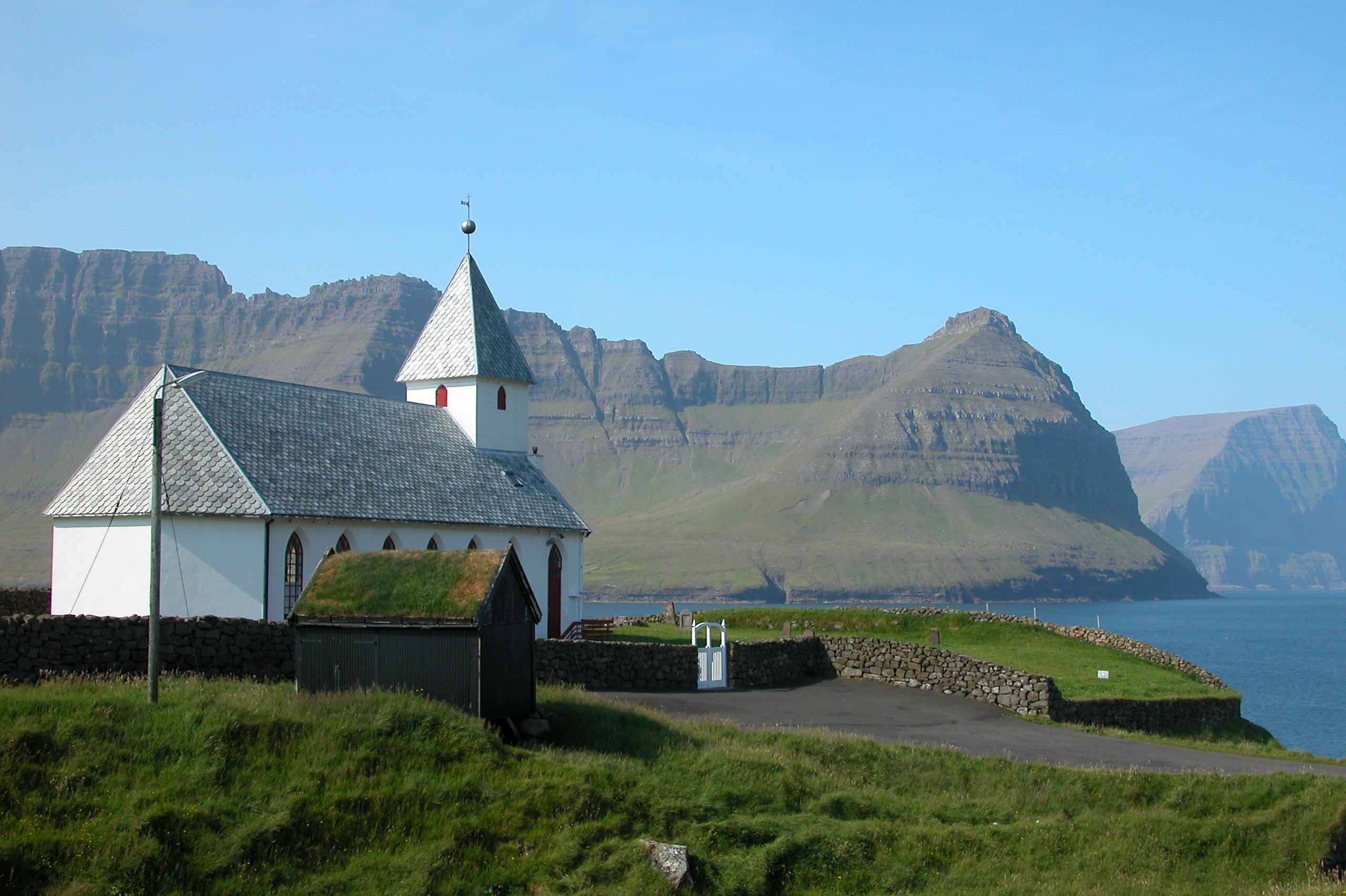
La chiesa di Viðareiði

Viðareiði è un comune delle Isole Fær Øer. Ha una popolazione di 346 abitanti, si trova sull'isola di Viðoy e fa parte della regione di Norðoyar.

## Geografia fisica
Dal centro del paese si può giungere con escursione relativamente facile fino alla punta nord di Capo Enniberg, scogliera a picco sul mare per 754 metri.

## Storia
Sono presenti una chiesa e una canonica, entrambi edifici del 1892, donati dal governo inglese in segno di gratitudine per il salvataggio dell'equipaggio del brigantino Marwood, affondato al largo della costa di Vidoy nel 1847.